# 大日本図書
大日本図書株式会社（だいにっぽんとしょ、英: Dainippon Tosho Co., Ltd.）は、小学校・中学校の教科書を主体に、教育関連の書籍などを出版する日本の企業。

## 概要
小学校用では算数、理科、生活、保健を発行しており、中学校用では数学、理科、保健体育を発行している。このうち、小学校理科の教科書は令和5年度時点でシェア1位（30.8%）を誇り、北海道，沖縄県を除く全国の多くで利用されている。（なお中学校理科教科書は令和5年度時点でシェア3位であった。）しかし後述する不祥事により令和7年版の中学校用教科書の検定申請を断念することとなった。（なお、大日本図書Webサイト及び中学校用教科書目録（令和6年4月）によると令和7年度以降も令和3年度版の教科書を継続して発行するとのことである。）
高等学校用の教科書は、令和6年現在発行されていない。また、高等学校用教科書目録（令和6年4月）によると、令和7年に発行される高等学校用教科書もない。
なお、高等専門学校用の数学の教科書及び問題集を発行している。
教科書のほか、学校用の教育副読本（体育実技など）、教育に関する単行本、児童書及び学校用パソコンソフトなどを製作・出版している。

### 高専数学シリーズ
- 基礎数学 FUNDAMENTAL MATHEMATICS
- 線形代数 LINEAR ALGEBRA
- 微分積分I DIFFERENTIAL AND INTEGRAL I
- 微分積分II DIFFERENTIAL AND INTEGRAL II
- 確率統計 PROBABILITY AND STATISTICS
- 応用数学 APPLIED MATHEMATICS

## 不祥事

### 教科書発行者行動規範の改定
2016年、小中学校の教科書検定の際に、教科書業界全体として、外部閲覧が禁じられている検定途中の教科書を、編集会議等で教職員に閲覧・意見聴取をし、謝礼を支払っていたことが発覚。同様の事例が教科書会社8社で発覚。これらの不適切な営業活動に対し、公正取引委員会は、2016年7月6日に私的独占の禁止及び公正取引の確保に関する法律（独占禁止法）違反（不当な顧客誘引）があるとして、教科書会社に対し警告を行った。
この事件後の2016年9月9日、一般社団法人教科書協会は、自主ルールである『教科書発行者行動規範』を改定した。新たに、「採択に影響力のある関係者に対する不当な利益供与の全面的に禁止」「教科書に関する過度な宣伝活動の禁止」「申請図書・教科書見本の取扱いの厳格化」「学習者用デジタル教科書の取扱いの規定」が盛り込まれた。

### 藤井寺市の教科書選定委員への収賄
2020年4月〜6月に、大日本図書は、教科書選定委員を務めていた大阪府藤井寺市立中学校の元校長から、調査員に任命される教員の氏名や調査員が作成した資料を不正に入手した。この際、元校長に謝礼として現金をわたし、飲食やゴルフ接待をもちかけていた。
2022年11月、元校長は加重収賄罪で在宅起訴され、元取締役と社員は贈賄罪で略式起訴された。元取締役は罰金50万円、社員は同30万円の略式命令を受けた。同年12月21日の大阪地裁での初公判で、元校長は起訴内容を全面的に認めた。この際、元校長は10年にもわたり同社から接待を受けており、2014年以降にあった全ての教科書選定で、非公表情報を漏洩したことが判明した。
2023年1月6日、藤井寺市は2021年から4年間の予定で採用していた「数学」「保健体育」の教科書を、2023年度より他社のものに変更することを決定した。1月25日、元校長は大阪地裁から懲役1年6月、執行猶予3年、追徴金約6万4千円の有罪判決を言い渡された。2月15日、大日本図書の担当者と教科書選定前に会食していた教育委員2人が辞職した。

### 茨城県五霞町の教育長への接待
2022年7月1日に、同社の役員や営業担当幹部が茨城県五霞町の教育長と元校長に対し、同県内の料亭で接待を行った。9月20日、報道関係者が元校長に取材したところ、接待があったことが発覚した。9月30日、この件が報道されたあと、茨城県五霞町の染谷森雄町長は夕方、会見を開いて陳謝した。

### 京都市教育委員会への接待
外部の調査委員会の調べにより、2019年〜2020年までの２年間、５回にわたって教育委員会の指導主事や小学校の校長らに対して、飲食代を支払っていたことが発覚した。ただし、会食が教科書選定期間外に行われていたことと、京都市では大日本図書の教科書が長年採択されていたことから、採択結果がゆがめられたとは認められないとしている。

### 文部科学省の対応
2023年3月28日、文部科学省は「教科用図書検定調査審議会」で、同社の新たな中学教科書の発行を認めないとする罰則を適用したと発表した。文科省の教科書検定規則に違反したとして、次に行われる2023年度の教科書検定では、同社の中学校の教科書である「数学」、「理科」、「保健体育」は、内容を問わず不合格となる。同罰則の適用は初。